# Matthias Mander
Matthias Mander (ur. 2 października 1933 w Grazu) – pisarz austriacki.
Mander pracował jako menedżer w przedsiębiorstwie przemysłowym. Od 1962 r. współpracował z austriacką telewizją ORF w dziale literatury regionalnego studia w Styrii. Pracował poza tym jako lektor na Uniwersytecie Ekonomicznym w Wiedniu oraz na Uniwersytecie w Innsbrucku. Mieszka w miejscowości Gerasdorf w Dolnej Austrii.
Zadebiutował w 1966 r. zbiorem opowiadań pt. Summa Bachzelt. W 1979 r. opublikował powieść Kazuar, która w sposób metaforyczny porusza problematykę moralną współczesnego społeczeństwa przemysłowego. Powieść została wyróżniona nagrodą literacką im. Antona Wildgansa.

## Nagrody i wyróżnienia
- 1979 Nagroda im. Antona Wildgansa
- 1989 Styryjska Nagroda Literacka
- 1995 Nagroda im. Stefana Andresa